# 半局所環
数学において、半局所環 (semi-local ring) は R/J(R) が半単純環であるような環 R である。ここで J(R) は環 R のジャコブソン根基である。
この条件は R の極大右（左）イデアルが有限個であれば満たされる。さらに環 R が可換のときには逆も成り立つため、可換環に対して半局所環はしばしば「極大イデアルが有限個である環」と定義される。
いくつかの文献では一般の可換半局所環を擬半局所環 (quasi-semi-local ring) と呼び、極大イデアルが有限個のネーター環を半局所環と呼んでいる。
したがって半局所環は、極大（右／左／両側）イデアルをただひとつだけもつ局所環よりも一般的である。

## 例
- 任意の右あるいは左アルティン環、任意の serial ring（英語版）, 任意の半完全環は半局所環である。
- 剰余環 {\displaystyle \mathbb {Z} /m\mathbb {Z} } は半局所環である。とくに、{\displaystyle m} が素冪であれば、{\displaystyle \mathbb {Z} /m\mathbb {Z} } は局所環である。
- 有限個の体の直和 {\displaystyle \bigoplus _{i=1}^{n}{F_{i}}} は半局所環である。
- 単位元を持つ可換環の場合には、この例は次のような意味でプロトタイプである。すなわち、中国の剰余定理によって、極大イデアルが m1, ..., mn である単位的可換半局所環 R に対し、

{\displaystyle R/\bigcap _{i=1}^{n}m_{i}\cong \bigoplus _{i=1}^{n}R/m_{i}\,}
である。（写像は自然な射影）。右辺は体の直和である。ここで ∩i mi = J(R) であることに注意すると、R/J(R) は実際半局所環であることがわかる。
- 任意の可換ネーター環に対するclassical ring of quotients（英語版）は半局所環である。
- アルティン加群の自己準同型環は半局所環である。
- 半局所環は例えば代数幾何学において（可換）環 R が積閉集合 {\displaystyle S=\bigcap (R\setminus p_{i}),} ただし pi たちは有限個の素イデアル、によって局所化されるときに生じる。